# Lito Sheppard
Lito Decorian Sheppard (født 8. april 1981 i Jacksonville, Florida, USA) er en tidligere amerikansk footballspiller, der spillede i NFL som cornerback mellem 2002 og 2011.
Sheppard var en del af det Philadelphia Eagles-hold, der i 2005 nåede frem til Super Bowl XXXIX, der dog blev tabt til New England Patriots. To gange, i 2004 og 2006 er han blevet udtaget til Pro Bowl, NFL's All Star-kamp.

## Klubber
- 2002-2008: Philadelphia Eagles
- 2009: New York Jets
- 2010: Minnesota Vikings
- 2011: Oakland Raiders